# 엔나토사우루스

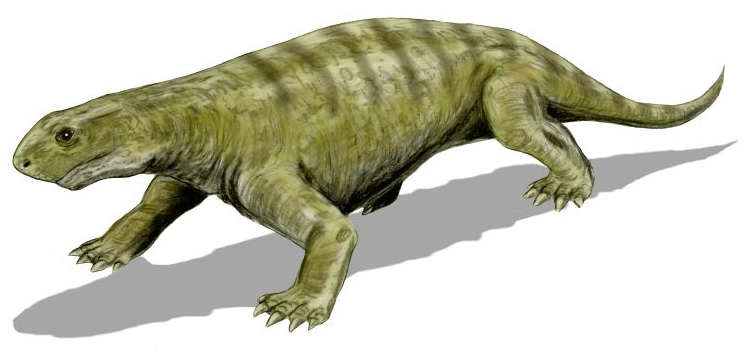

엔나토사우루스(학명:Ennatosaurus tecton)는 도마뱀목 카세아과에 속하는 도마뱀이다. 지금은 멸종된 종으로서 전체적인 몸길이가 1.5~2.5m인 중대형의 몸집을 가진 도마뱀이다.

## 특징
엔나토사우루스(Ennatosaurus, "제9대 파충류"라는 뜻이다.)는 페름기 말기에 유럽과 러시아에 살았던 시냅스드였다. 시냅스 클라데 카세아과(Pelycosauria)의 순서로 포함되어 있다. 엔나토사우루스는 주로 수생식물이나 식물의 잎과 열매를 주로 먹었던 초식동물이었고 넓은 앞발을 강에서 노를 젓는 데 사용하는 수생동물이었을지도 모른다. 모든 케이스아이들과 마찬가지로 엔나토사우루스는 넓고 도마뱀처럼 생긴 몸에 비해 머리가 작았다. 또한 엔나토사우루스는 그것이 입인 도마뱀으로서 페그-라이크 이빨이 줄지어 있었다. 앞다리와 뒷다리는 매우 크게 발달되어 있으며 생존했던 당시엔 녹색의 몸과 검은섹의 몸을 가진 도마뱀으로 추정되는 종이다. 똘한 코는 입보다 앞으로 치우쳐 있는 특징을 가지고 있으며 눈은 평균 수준의 크기를 가지고 있었다. 또한 엔나토사우루스는 초식성 니크티프루레투스, 육식성 비아르모수쿠스와 같은 다른 페름 생물들과 함께 살았다. 엔나토사우루스의 성체 크기는 알려지지 않았다. 화석 잔해들은 고양이 크기의 동물을 보여주지만 이것들은 아마도 성인들로 성장한 6.1m 길이의 사촌인 코티로린쿠스와 견줄만한 크기의 동물일 것이다. 엔나토사우루스(Ennatosaurus)는 여러 명의 청소년이 동시에 모래에 묻힌 하나의 화석지에서만 알려져 있다. 청소년 해골들 중에서 성인 해골 한 점이 발견되었다.

## 생존시기와 서식지와 화석의 발견
엔나토사우루스가 생존했었던 시기는 고생대의 페름기로서 지금으로부터 2억 9000만년전~2억 4500만년전에 생존했었던 종이다. 생존했었던 시기에는 유럽과 러시아를 중심으로 하여 당시에 존재했었던 초원, 산림, 강, 늪지 등에서 주로 서식했었던 도마뱀이다. 화석의 발견은 1956년에 유럽의 페름기에 형성된 지층에서 유럽의 고생물학자들에 의하여 처음으로 화석이 발견되어 새롭게 명명된 종이다.

## 같이 보기
- 파충류
- 고생대
- 페름기
- 도마뱀
- 화석